# Malo Gradišće
Malo Gradišće – wieś w Chorwacji, w żupanii varażdińskiej, w gminie Cestica. W 2011 roku liczyła 124 mieszkańców.